# Percalpe
Calyptra là một chi bướm đêm thuộc họ Noctuidae.